# Isso (città antica)
(Senofonte, Anabasi, I, 4, 14, traduzione di Carlo Carena)
Isso (in greco antico: Ἰσσός o Ἰσσοί?, in latino Ipso, Ipsus o Issus) è un antico insediamento strategico sulla pianura costiera a cavallo del piccolo fiume Pinarus (un veloce flusso di acqua di fusione diversi metri di larghezza) sotto le montagne di difficile navigazione interna che torreggiano ad est nella Provincia di Hatay in Turchia, vicino al confine con la Siria.
Oggi può essere identificata con Kinet Höyük, nel villaggio di Yesilkoy, vicino alla città di Dörtyol, nella Provincia di Hatay, in Turchia.

## Storia
Gli scavi archeologici sono stati effettuati tra il 1992 e il 2012 dalla Bilkent University. È nota per essere il luogo di non meno di tre battaglie decisive antiche o medievali ciascuno chiamato nella loro propria epoca la battaglia di Isso. Già sul finire del V secolo a.C., stando all'Anabasi di Senofonte, la città era un importante centro commerciale in pieno sviluppo.